# Deutsche Schwimmmeisterschaften 1950
Die 62. Deutschen Meisterschaften im Schwimmen fanden 1950 im Freibad in Göppingen statt. 112 Vereine nahmen an den Wettkämpfen teil.
| Disziplin           | Männer                | Männer                 | Männer     | Frauen            | Frauen             | Frauen |
| Disziplin           | Name                  | Verein                 | Zeit       | Name              | Verein             | Zeit   |
| ------------------- | --------------------- | ---------------------- | ---------- | ----------------- | ------------------ | ------ |
| 100 m Freistil      | Werner Ditzinger      | Eintracht Braunschweig |            | Gertrud Herrbruck | Blauweiß Pirmasens |        |
| 200 m Freistil      | Heinz-Günther Lehmann | MTV Braunschweig       |            |                   |                    |        |
| 400 m Freistil      | Heinz-Günther Lehmann | MTV Braunschweig       |            | Gertrud Herrbruck | Blauweiß Pirmasens |        |
| 1500 m Freistil     | Heinz-Günther Lehmann | MTV Braunschweig       |            |                   |                    |        |
| 100 m Brust         | Herbert Klein         | München                | 1:09,2 min | Ria Lörper        | SV Aegir Kempen    |        |
| 200 m Brust         | Herbert Klein         | München                |            | Ria Lörper        | SV Aegir Kempen    |        |
| 100 m Rücken        | Hans Schuster         | Poseidon Berlin        |            | Gertrud Herrbruck | Blauweiß Pirmasens |        |
| 200 m Schmetterling | Herbert Klein         | München                |            |                   |                    |        |

Über 200 m Brust stellte Herbert Klein einen neuen Europarekord auf.